# Ohlenhard

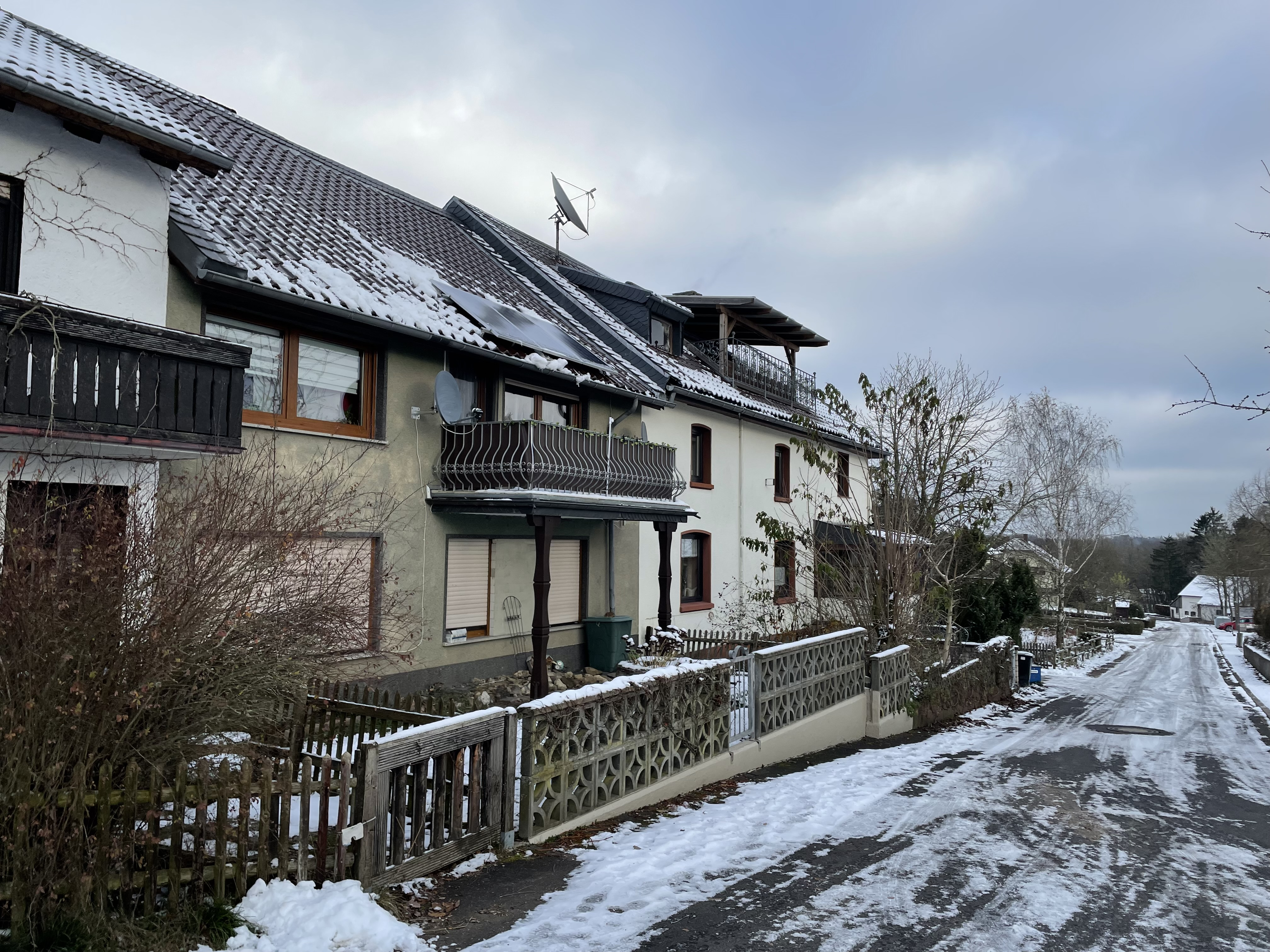
Ortsansicht

Ohlenhard ist eine Ortsgemeinde im Landkreis Ahrweiler in Rheinland-Pfalz. Sie gehört der Verbandsgemeinde Adenau an.

## Geographie
Die Ortsgemeinde befindet sich im Ahrgebirge, unmittelbar östlich der Landesgrenze zu Nordrhein-Westfalen. Nachbargemeinden sind Hümmel im Norden, Wershofen im Osten, Eichenbach im Südosten sowie Blankenheim im Westen.
Zu Ohlenhard gehört auch der Wohnplatz Johannishof.

## Geschichte
Ohlenhard wurde erstmals im Jahre 1481 urkundlich als „Olenhart“ erwähnt. Es hat sich vermutlich aus einer Ansammlung von Köhlerhütten gebildet. Bis zum Ende des 18. Jahrhunderts gehörte Ohlenhard zum Herzogtum Arenberg.
Im Jahr 1794 hatten französische Revolutionstruppen das Linke Rheinufer besetzt. Unter der französischen Verwaltung gehörte Ohlenhard zum Kanton Adenau, der dem Rhein-Mosel-Departement zugeordnet war. Nach den auf dem Wiener Kongress geschlossenen Verträgen kam die Region, damit auch Ohlenhard, 1815 zum Königreich Preußen. Eigenständig ist Ohlenhard erst seit 1839, vorher gehörten die Weiler Eichenbach, Fronhofen und Ohlenhard zur Gemeinde Wershofen. Die Gemeinde Ohlenhard gehörte zur Bürgermeisterei Aremberg im Kreis Adenau, der Teil des Regierungsbezirks Coblenz und der Rheinprovinz war. 1932 wurde der Kreis Adenau aufgelöst und die Gemeinde Ohlenhard dem Kreis Ahrweiler zugeordnet. Seit 1946 gehört die Gemeinde zum Land Rheinland-Pfalz und seit 1970 der Verbandsgemeinde Adenau an.
1987 erzielte Ohlenhard die Goldmedaille im Landes- und Bundesentscheid des Wettbewerbs Unser Dorf soll schöner werden.
Bevölkerungsentwicklung
Die Entwicklung der Einwohnerzahl von Ohlenhard, die Werte von 1871 bis 1987 beruhen auf Volkszählungen:
| Jahr | Einwohner |
| 1815 | 97        |
| 1835 | 97        |
| 1871 | 88        |
| 1905 | 107       |
| 1939 | 104       |
| 1950 | 115       |

| Jahr | Einwohner |
| 1961 | 108       |
| 1970 | 109       |
| 1987 | 124       |
| 1997 | 161       |
| 2005 | 149       |
| 2023 | 133       |

## Politik

### Gemeinderat
Der Gemeinderat in Ohlenhard besteht aus sechs Ratsmitgliedern, die bei der Kommunalwahl am 9. Juni 2024 in einer personalisierten Verhältniswahl gewählt wurden, und dem ehrenamtlichen Ortsbürgermeister als Vorsitzendem.
Die Sitzverteilung im Gemeinderat:
| Wahl | WGC *             | WGS **            | Gesamt  |
| ---- | ----------------- | ----------------- | ------- |
| 2024 | 4                 | 2                 | 6 Sitze |
| 2019 | per Mehrheitswahl | per Mehrheitswahl | 6 Sitze |

### Bürgermeister
Werner Wirz wurde am 8. Juli 2024 Ortsbürgermeister von Ohlenhard. Bei der Direktwahl am 9. Juni 2024 hatte er sich mit einem Stimmenanteil von 64,4  % gegen einen Mitbewerber durchgesetzt.
Folgende Ortsbürgermeister übten das Amt seit 1919 aus:
| Amtszeit  | Name                    |
| --------- | ----------------------- |
| 1919–1920 | Josef Stroth            |
| 1920–1930 | Hubert Ley              |
| 1930–1940 | Johann Josef Brenner II |
| 1940–1944 | Matthias Hees           |
| 1945–1946 | Johann Radermacher      |
| 1946–1969 | Johann Faßbender        |
| 1969–1994 | Hermann Wirz            |
| 1994–2014 | Alwin Wirz              |
| 2014–2024 | Dirk Wassong            |
| seit 2024 | Werner Wirz             |

## Sehenswertes
- Die Marienkapelle in Ohlenhard wurde 1910–1911 erbaut.
- Die 1899 erbaute ehemalige Dorfschule gelangte nach ihrer 1966 erfolgten Schließung in Privatbesitz.